# Talibon
Talibon é um município de  primeira classe de renda municipal (d) na província Bohol, nas Filipinas. De acordo com o censo de 1 de maio  de  2020 possui uma população de 71 272 pessoas e 16 515 domicílios.